# Gravetat
La gravetat és la força d'atracció mútua que experimenten dos objectes amb massa. Es tracta d'una de les quatre forces fonamentals observades fins ara en la natura: la força electromagnètica, la força nuclear feble, la força nuclear forta i la força de la gravetat.

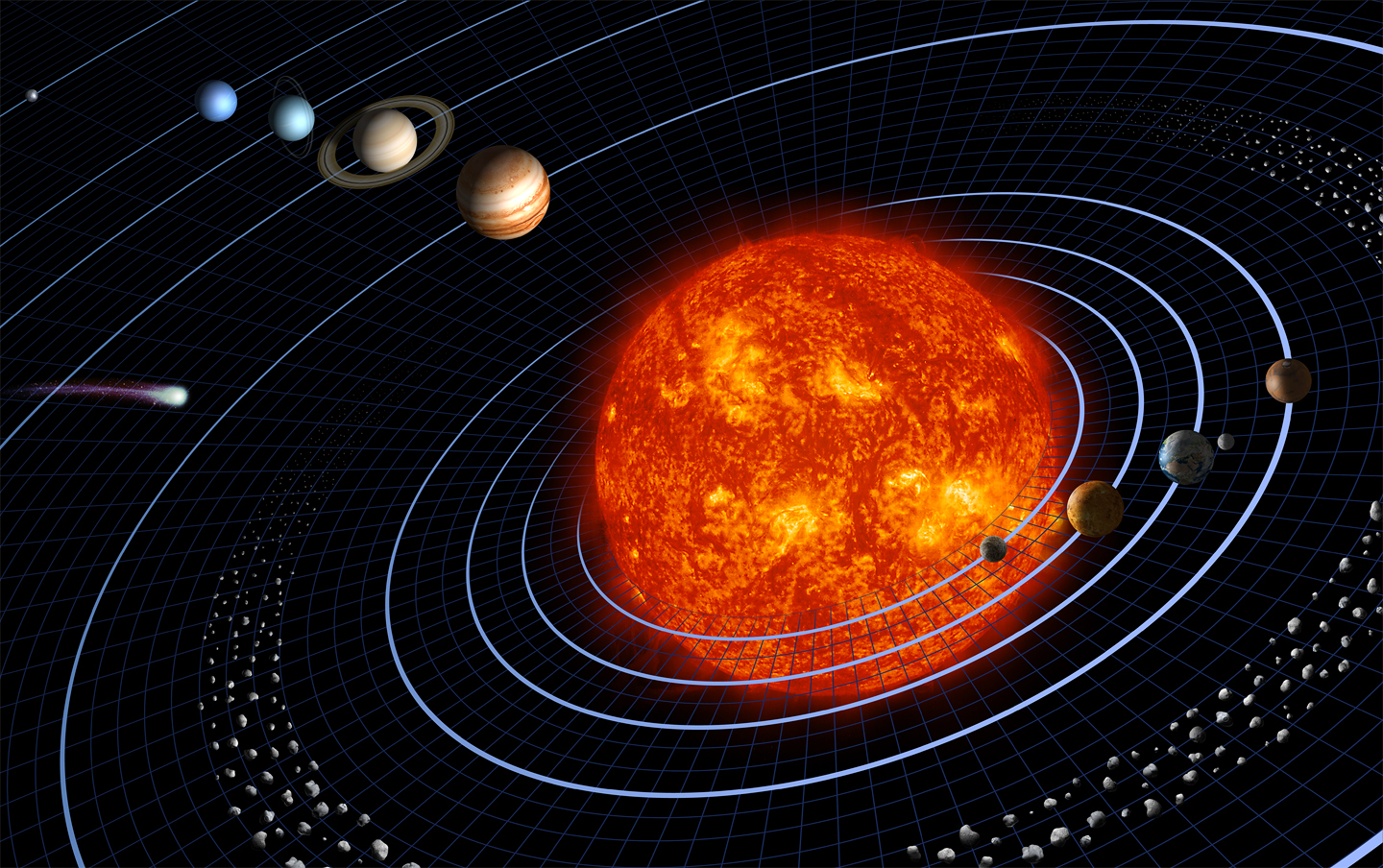
La gravetat manté els planetes en òrbita al voltant del Sol (imatge no a escala)

La gravetat és la més important respecte al funcionament de l'Univers: les forces nuclears són de tan curt abast que tan sols es manifesten en el món atòmic i subatòmic; la força electromagnètica pot actuar a qualsevol distància, però es basa en l'existència de dos tipus de càrrega (la positiva i la negativa, que existeixen en igual quantitat), de manera que càrregues diferents s'atreuen i càrregues iguals es repel·leixen, o sigui, que el resultat a gran escala és neutre. En canvi, la força de la gravetat és sempre atractiva i actua a qualsevol distància, per això és sempre present arreu. És la causant que la Terra giri al voltant del Sol (entre els quals hi ha més de 150 milions de quilòmetres) i que el Sol es mogui al voltant del centre de la Via Làctia (a més de 25 mil anys llum de distància). A part d'això, la força gravitatòria és, entre les quatre forces fonamentals, la que menys entenen els físics moderns. Aquests aspiren a formular la Gran Teoria Unificada, en què les quatre forces estiguin unides en un model físic que descrigui el comportament de l'Univers com un tot. En aquest moment, la força de la gravetat és la més problemàtica, la que es resisteix a la unió.
Sempre s'ha dit que la gravetat ens atrau cap al centre de la Terra; però si analitzem detingudament la forma en què un objecte massiu "deforma" l'espaitemps que l'envolta, arribarem a la conclusió que no és una força que ens atrau, sinó més aviat una força que ens empeny cap al centre d'un cos massiu, en aquest cas la Terra. Per tant, hauríem de dir: "La gravetat és la força que empeny un objecte massiu cap al centre d'un altre de més massiu".

## Història
Plató i Aristòtil pensaven que només alguns cossos, que anomenaven pesants, estaven sotmesos a la gravetat. Entre els cossos pesants, no es van incloure ni les estrelles, ni els planetes i tampoc el Sol o la Lluna, i el seu moviment "natural" es va considerar com a circular. D'altra banda, Aristòtil pensava que els objectes de diferents pesos queien a velocitats diferents. Aquesta opinió va ser qüestionada, al segle vi per Joan Filopò, que va afirmar que si es feien caure cossos de diferent massa al mateix moment, es podia verificar que arribaven a terra al mateix temps. La vella idea de Filopò va ser represa a l'inici de l'edat moderna per Galileo Galilei.
Johannes Kepler va determinar que les òrbites dels planetes eren el·líptiques, però pensava que el moviment dels planetes era dictat per la força divina emanada del Sol.

### El model de Newton

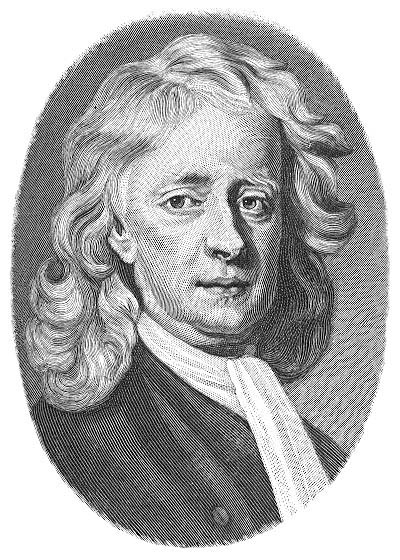
Sir Isaac Newton

Esquema de la gravitació universal

El 1687, Isaac Newton va publicar la seva obra Philosophiae Naturalis Principia Mathematica (Principis matemàtics de la filosofia natural), en què plantejava la hipòtesi que la gravitació havia de ser sotmesa a la llei de la inversa del quadrat. La llei de la gravitació universal de Newton estableix que la força que exerceix una partícula puntual amb massa M sobre una altra amb massa m és directament proporcional al producte de les masses i la constant gravitacional, i inversament proporcional al quadrat de la distància que les separa r.
Newton va derivar aquesta relació de l'afirmació del matemàtic Johannes Kepler que els planetes es mouen en òrbites el·líptiques. Newton pensava que la força gravitacional radiava igualment en totes les direccions del cos central i reconeixia que aquest model gravitacional havia de prendre la forma d'una relació d'arrel quadrada invertida. Aquest model prediu que les òrbites d'objectes que envolten un cos central són seccions còniques. Molts anys d'observacions astronòmiques han sostingut aquesta tesi. Tot i que aquesta idea és habitualment atribuïda a Isaac Newton, el matemàtic anglès Robert Hooke va argumentar que era ell qui va proposar la idea de la relació de l'arrel quadrada invertida. No obstant això, va ser Newton qui finalment va publicar la seva teoria de la gravetat i es va fer famós.
La relació que Newton va descobrir s'assembla a això:
{\displaystyle {\vec {F}}=-G{\frac {m_{1}m_{2}}{r^{2}}}{\hat {r}}}
en què F és la força de la gravetat (en unitats referides en newtons), m1 i m₂ són les masses de dos objectes (en quilograms); r és la distància (en metres) que separa els centres de massa dels objectes i G és la "constant gravitacional". Aquesta relació és universal perquè tots els objectes de l'Univers s'atreuen entre si d'acord amb aquesta relació, tot i que la força sigui tan petita que no es noti. Encara que Newton va identificar correctament aquesta relació entre força, massa i distància, només va ser capaç d'estimar el valor de la constant gravitacional entre aquestes quantitats. El món hauria d'esperar més d'un segle per a una mesura experimental de la constant de la proporcionalitat – G.
La teoria de Newton va tenir l'èxit més important quan va ser utilitzada per a predir l'existència de Neptú a partir del moviment d'Urà, que no es podia explicar per l'acció dels altres planetes. Els càlculs de John Couch Adams (1845) i Urbain Le Verrier (1846) van predir la posició general del planeta, i van ser els càlculs de Le Verrier els que van portar Johann Gottfried Galle a descobrir Neptú el 23 de setembre del 1846.
Irònicament, va ser una altra discrepància en l'òrbita d'un planeta el que va ajudar a assenyalar les falles de la teoria de Newton. A finals del segle xix, se sabia que l'òrbita de Mercuri mostrava lleugeres pertorbacions que no podien ser explicades completament amb la teoria de Newton, però totes les recerques d'un altre cos pertorbador (com un planeta en òrbita al voltant del Sol, fins i tot més a prop que Mercuri) havien estat infructuoses. El problema es va resoldre el 1915 per Albert Einstein amb la seva teoria de la relativitat general, que tenia en compte la petita discrepància en l'òrbita de Mercuri.
Encara que la teoria de Newton ha estat substituïda, els actuals càlculs gravitacionals no relativistes encara es fan utilitzant aquesta teoria, perquè és molt més simple per a treballar que la de la relativitat general i dona resultats prou precisos per a la majoria de les aplicacions.

#### La demostració de Cavendish
El 1797, Henry Cavendish va confirmar la teoria de Newton demostrant experimentalment que la llei de la gravetat de Newton es complia per a qualsevol parell de cossos i va determinar el punt que quedava sense resoldre en la llei, la constant de proporcionalitat o la constant gravitacional. Per aconseguir saber el valor d'aquesta constant, Cavendish va crear el que anomenaria balança de torsió, que consistia en dues masses, una a cada costat d'una barra suspesa per un cable; en aquest cable, hi havia col·locat un mirall, sobre el qual s'hi reflectia un feix de llum. Després va posar una altra massa al costat d'una de les anteriors. A mesura que la tercera massa atreia la massa més propera (posada en un extrem de la balança), l'aparell girava lentament; per tant, el feix de llum reflectit al mirall es movia. Cavendish, tan sols va haver de mesurar el moviment del feix de llum i aplicar la fórmula de Newton, i així va confirmar la teoria de Newton i, a més, va determinar el valor de la constant gravitacional amb molta precisió. Va establir que el valor de la constant de proporcionalitat era: G = 6,67 × 10-11N m²/kg².

### L'experiment de Loránd Eötvös
A finals del segle xix, Loránd Eötvös va dur a terme un dels experiments més famosos de la física d'aquella època, la mesura de la relació entre la massa inercial i la massa gravitacional, i en demostrà l'equivalència amb una precisió fins llavors impossible d'assolir. L'experiment principal va ser realitzat per Eötvös Loránd el 1885 amb diverses millores posteriors entre 1906 i 1909. L'equip d'Eötvös va continuar amb una sèrie d'experiments similars, però més precisos, amb diferents materials i en diversos llocs de la Terra, que van demostrar la mateixa equivalència. Aquests experiments van ser una important contribució a la noció moderna del principi d'equivalència, que apareix en la teoria de la relativitat general.
La igualtat entre la massa inercial i massa gravitatòria és el que avui coneixem com a principi d'equivalència feble. La manera més fàcil de demostrar aquesta equivalència és deixar caure dos objectes al buit i observar si arriben a terra al mateix temps; aquest experiment demostraria que els objectes cauen al mateix ritme en una situació en què el fregament és negligible. També es poden fer experiments més sofisticats utilitzant balances de torsió, com en el cas de Loránd Eötvös i fins i tot hi ha plans per dur a terme alguns experiments a l'espai.

### El model de la relativitat general d'Einstein

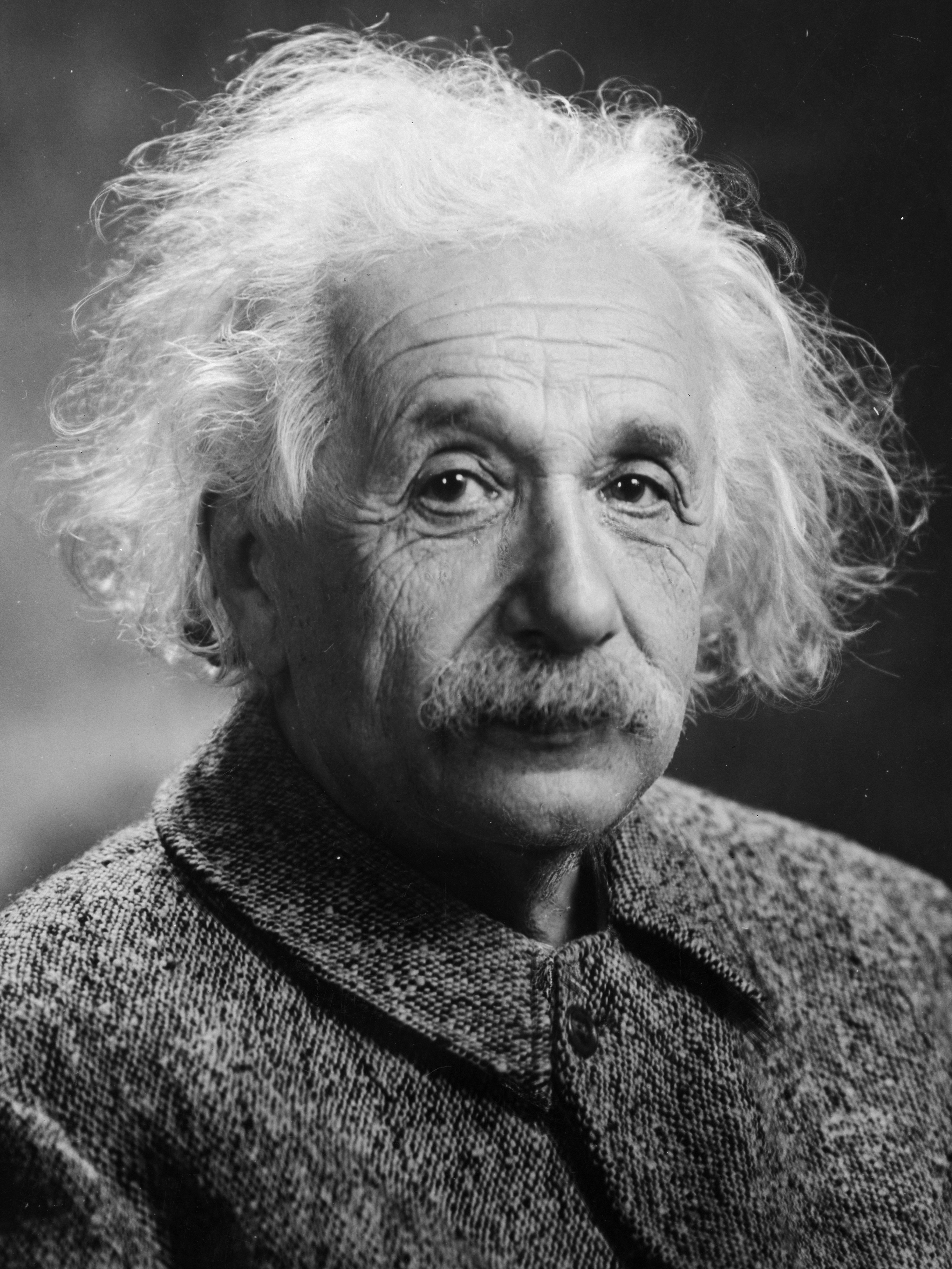
Einstein es va dedicar a la formulació de la teoria general de la relativitat entre 1907 i 1915

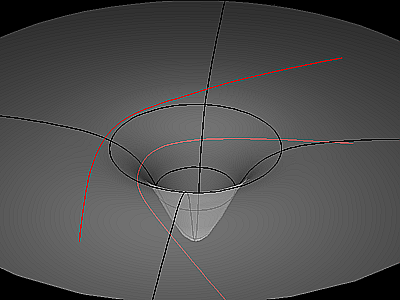
Trajectòries geodèsiques en presència d'una massa esfèrica que provoca una deformació de l'espaitemps

Albert Einstein va revisar la teoria de Newton mentre elaborava la seva teoria de la relativitat general; la conclusió d'Einstein va ser que els efectes de la gravetat poden ser descrits com una deformació o curvatura de l'espaitemps (quadridimensional) en comptes dels efectes d'una força (en un espai tridimensional). En resum, la gravetat seria una deformació geomètrica en la curvatura de l'espai per efecte de la massa dels cossos.
El principi d'equivalència feble és el punt de partida de la relativitat general; aquest principi estableix la igualtat de la caiguda lliure amb un moviment inercial, i descriu els objectes inercials en caiguda lliure amb una acceleració relativa respecte dels observadors no inercials situats a terra. En canvi, en la mecànica newtoniana no pot haver-hi cap acceleració si no hi ha una força que actuï com a mínim sobre un dels objectes.
Einstein va proposar que l'espaitemps es corbava a causa de la matèria i que els objectes en caiguda lliure es movien en trajectòries rectes locals en un espaitemps corbat; aquestes línies s'anomenen geodèsiques. Igual que en el cas de la primera llei de Newton, la teoria d'Einstein estableix que si hi ha una força que actua sobre un objecte serà desviat de la geodèsica (la seva trajectòria) en l'espaitemps. Per exemple, quan som drets i quiets, no seguim una geodèsica a causa de la resistència mecànica que la Terra exerceix cap amunt contra nosaltres. Per tant, no som inercials a terra, i això explica per què el moviment al llarg de les geodèsiques es considera inercial.
Einstein va descobrir les equacions de camp que porten el seu nom i relacionen la presència de la matèria i la curvatura de l'espaitemps. Són un conjunt de 10 equacions diferencials no lineals simultànies, que poden ser agrupades en una única equació tensorial. Les solucions de les equacions de camp són els components del tensor mètric de l'espaitemps. Un tensor mètric és un tensor que descriu la geometria de l'espaitemps. Els camins geodèsics d'un espaitemps es calculen a partir del tensor mètric. Les equacions de camp es redueixen a la llei de Newton de la gravetat en el límit no relativista (és a dir, a velocitats baixes i camps gravitacionals febles).
Les equacions de camp d'Einstein s'acostumen a escriure de la manera següent:
{\displaystyle R_{\mu \nu }\ -\ {\frac {1}{2}}\,g_{\mu \nu }\,R\ -\ \Lambda \ g_{\mu \nu }\ =\ -{\frac {8\pi G}{c^{4}}}\ T_{\mu \nu }}
en què {\displaystyle R_{\mu \nu }} és el tensor de Ricci, R és l'escalar de Ricci, {\displaystyle g_{\mu \nu }} és el tensor mètric, Λ és la constant cosmològica, G és la constant gravitacional (aprox. 6,6742·10-11 m³kg-1s-2), c és la velocitat de la llum (exactament 299.792.458 m/s) i {\displaystyle T_{\mu \nu }} és el tensor energia-impuls.
Les equacions de camp d'Einstein tenen moltes solucions possibles, en funció de les condicions inicials que imposem, com les característiques del tensor energia-impuls o determinades restriccions a la mateixa solució, com certes simetries. Algunes solucions notables en les equacions de camp d'Einstein són:
- La solució de Schwarzschild, una solució exacta que descriu l'espaitemps al voltant d'un cos massiu esfèric sense moviment de rotació i sense càrrega elèctrica neta, com una estrella, planeta o un forat negre. Per a distàncies radials des del centre molt més grans que el radi de Schwarzschild, les acceleracions predites per a aquesta solució són pràcticament idèntiques a les de la teoria de Newton.
- La solució de Reissner-Nordström, en la qual hi ha un objecte central carregat elèctricament en un sistema d'unitats geomètriques. Per a càrregues amb una longitud geomètrica més petita que la de la massa de l'objecte, la solució produeix forats negres amb dos horitzons d'esdeveniments.
- La solució de Kerr descriu la geometria de l'espaitemps al voltant d'un objecte massiu en rotació i sense càrrega. Aquesta solució també produeix forats negres amb múltiples horitzons d'esdeveniments.
- La solució de Kerr-Newman descriu la geometria de l'espaitemps al voltant d'un objecte massiu en rotació i amb càrrega i també produeix forats negres amb múltiples horitzons d'esdeveniments.
- La solució Friedmann-Lemaître-Robertson-Walker, que descriu un univers homogeni, isòtrop i en expansió o contracció.

### Efectes gravitacionals segons la teoria de la relativitat
Efectes d'acceleració
- La freqüència de la llum decreix en passar per una regió de gravetat elevada.
- El temps es dilata gravitacionalment, els rellotges marquen el temps més lentament a mesura que augmenta la gravetat.
- L'efecte Shapiro, els diferents senyals que travessen un camp amb gravetat molt alta, necessiten més temps per a travessar aquest camp.

Efectes orbitals
- Decaïment orbital degut a l'emissió de radiació gravitacional (ones gravitatòries).
- A causa de la curvatura de l'espaitemps, l'orientació d'un giroscopi en rotació canviarà amb el temps.

Efectes rotatoris
És el comportament de l'espaitemps al voltant d'un objecte massiu en rotació.
- Fricció de marc: es produeix quan un objecte en rotació arrossega l'espaitemps amb si; això fa que, amb el temps, l'orientació d'un giroscopi arribi a canviar.
- Principi d'equivalència forta: fins i tot els objectes que graviten entorn de si mateixos respondran a un camp gravitatori extern de la mateixa forma que ho faria una partícula de prova.
- Gravitons: el gravitó és una partícula elemental que permetria quantificar la força gravitatòria. Es tracta d'una partícula hipotètica que encara no ha estat observada.

### Proves que confirmen la teoria general de la relativitat
Al llarg del temps, s'han anat acumulant proves que confirmarien les prediccions de la relativitat general:
- Càlcul de les anomalies de la precessió del periheli de Mercuri.[8]
- La predicció que el temps és més lent a potencials baixos ha estat confirmada pels experiments Pound-Rebka (1959) i Hafele-Keating (1971), i també s'ha observat en el funcionament del sistema de posicionament global.
- La predicció que la llum desviaria la seva trajectòria en presència d'una massa va ser confirmada el 1919 per Arthur Stanley Eddington, observant un eclipsi total de sol es va constatar que la llum que provenia d'estrelles molt llunyanes es corbava en passar a prop del camp gravitatori del Sol, cosa que alterava la seva posició aparent.[9][10] La teoria corpuscular de Newton també prediu una menor desviació de la llum, però Eddington va trobar que els resultats de l'expedició va confirmar les prediccions de la relativitat general sobre els de la teoria de Newton. No obstant això, aquesta interpretació dels resultats és controvertida.[11] Els experiments més recents han utilitzat la ràdio per fer mesures per interferometria de quàsars que passen per darrere del Sol que són més precises i confirmen la desviació de la llum en els termes previstos per la relativitat general de manera consistent.[12] Vegeu també lent gravitatòria.
- L'alentiment de la llum o qualsevol altra ona electromagnètica en passar prop d'un objecte massiu o efecte Shapiro va ser postulat el 1964[13] per Irwin I. Shapiro i va ser mesurat per primera vegada per les sondes del programa Viking a Mart.[14]
- Les ones gravitatòries serien ondulacions de l'espaitemps produïdes per l'oscil·lació d'una massa, que han pogut ser confirmades indirectament a través de l'estudi de púlsars binaris[15] i més endavant a partir de l'estudi dels forats negres, en el camp de l'observació d'ones gravitacionals.
- El 1922, Alexander Friedmann va descobrir que les equacions de camp d'Einstein no tenien solucions estacionàries malgrat la presència de la constant cosmològica.[16] El 1927, Georges Lemaître va observar que les solucions estàtiques a les equacions d'Einstein, que són possibles en presència de la constant cosmològica, eren inestables i, per tant, l'Univers que se'n derivava no podia existir. Més tard, el 1931, Einstein va expressar el seu acord amb els resultats de Friedmann i Lemaître. Així, la relativitat general predeia que l'Univers no era estàtic i havia de ser en expansió o en contracció. El 1929, Edwin Hubble va descobrir l'expansió de l'Univers[17] confirmant la predicció.

### Gravetat i mecànica quàntica
Unes quantes dècades més tard de la formulació de la relativitat general, es va veure que era incompatible amb la mecànica quàntica. És possible descriure la gravetat en el marc de la teoria quàntica de camps de la mateixa manera que les altres tres interaccions fonamentals, la força d'atracció de la gravetat es produiria per mitjà de l'intercanvi d'una partícula virtual, el gravitó, de la mateixa manera que la força electromagnètica sorgeix de l'intercanvi virtual de fotons. Això reprodueix la relativitat general en el límit clàssic, tot i que aquesta aproximació falla amb les distàncies curtes, de l'ordre de la longitud de Planck, en què ja cal una teoria completa de la gravetat quàntica (o d'una nova aproximació de la mecànica quàntica). Molts pensen que la teoria completa seria la teoria de cordes, o més recentment la teoria M, i, d'altra banda, pot ser un fons independent, com ara la teoria de xarxa d'espín o la de la triangulació dinàmica causal.

## Acceleració de la gravetat
Segons la teoria de Newton, quan a un cos se li aplica una força, a aquest cos se li dona una acceleració. Per tant, dins un camp gravitatori, com per exemple el de la Terra, tot cos és sotmès a la força de la gravetat i, per tant, sotmès a l'acceleració que provoca aquesta força. L'acceleració provocada per la força de la gravetat rep el nom d'intensitat del camp gravitatori. Segons el principi d'equivalència, quan un cos és afectat per una acceleració, és com si fos sota els efectes d'un camp gravitatori que tingués la mateixa acceleració gravitatòria, o, si més no, pateix els mateixos efectes.
Si suposem que un cos de massa (gravitacional) m1 entra en el camp gravitacional de m₂ es veurà atret amb una força donada per:
{\displaystyle {\vec {F}}_{21}={\frac {Gm_{1}m_{2}}{\left|{\vec {r}}_{21}\right|^{2}}}{\hat {r}}_{21}}
A continuació definim un vector, anomenat acceleració de la gravetat:
{\displaystyle {\vec {g}}:={\frac {{\vec {F}}_{g}}{m_{1}}}={\frac {Gm_{2}}{|{\vec {r}}_{21}|^{2}}}\cdot {\hat {r}}_{21}}
i considerant això, tornem a escriure la llei de la gravitació universal:
{\displaystyle {\vec {F}}_{21}=m_{1}{\vec {g}}}
Considerant l'equivalència entre massa inercial i gravitacional, utilitzant la segona llei de la dinàmica, podem deduir que el vector {\displaystyle {\vec {g}}} representa l'acceleració d'un cos sotmès a una força gravitatòria. És important assenyalar que l'acceleració de la gravetat no depèn de la naturalesa del cos sobre el qual actua la força de la gravetat: qualsevol cos, sotmès a la mateixa força, s'accelera de la mateixa manera. Prop de la superfície de la Terra, es pot considerar que {\displaystyle {\vec {g}}} és pràcticament constant, i podem fer l'aproximació següent (una sèrie de Taylor d'ordre 0):
{\displaystyle {\vec {g}}({\vec {r}})=-{\frac {GM_{T}}{r^{3}}}{\vec {r}}\approx -{\frac {GM_{T}}{R_{T}^{2}}}{\hat {r}}}
{\displaystyle g\approx 9,81\,{\frac {m}{s^{2}}}}
o :{\displaystyle g\approx 9,81\,{\frac {N}{kg}}}
en què {\displaystyle {\vec {r}}} és el vector que uneix el centre de la Terra al cos sobre el qual actua la gravetat, {\displaystyle {\hat {r}}} el seu vector unitari, RT és el radi de la Terra i MT és la massa terrestre.

### Variació de la gravetat a la Terra

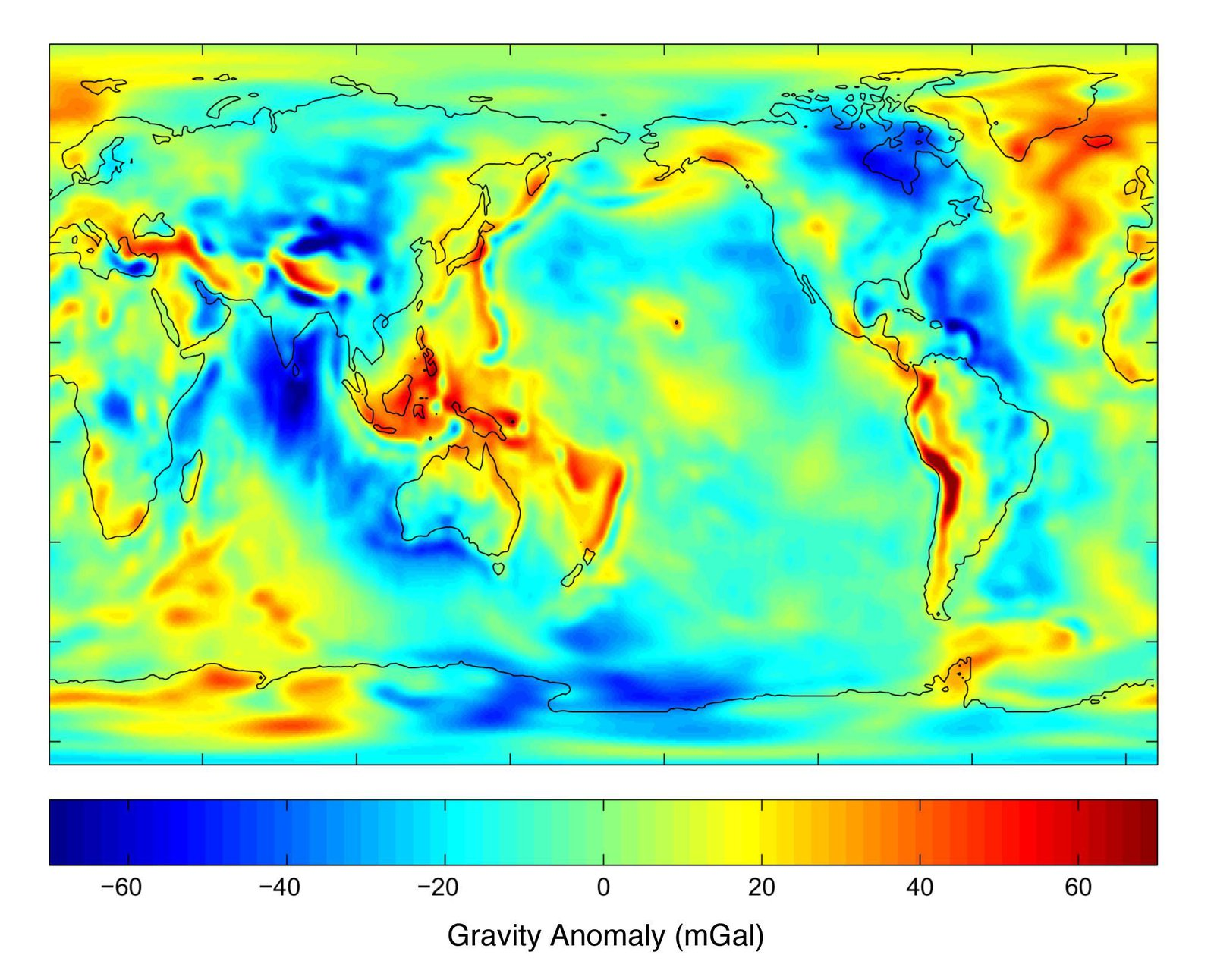
Variacions de la gravetat a la Terra

L'acceleració de la gravetat a la Terra, al nivell del mar és d'uns 9,80665 m/s², però varia segons l'altura a la qual ens trobem.
La gravetat de la Terra és màxima a la superfície. A mesura que es puja, la distància entre les dues masses afectades per l'atracció és major i, per tant, com bé marca la relació establerta per Newton, la gravetat és menor. La curiositat ve quan ens endinsem a l'interior de la Terra i deixem a dalt la superfície, ja que cada vegada més part del planeta ens queda per sobre i menys massa d'aquest ens queda per davall. Després de fer aquest raonament, podem assegurar que al centre de la Terra la gravetat és nul·la, perquè s'igualen les forces d'atracció entre els dos objectes.
A més, la gravetat encara té unes variacions més, la primera és que a causa de la forma ovalada que agafa la Terra per la deformació dels pols nord i sud, podem dir que la gravetat augmenta amb la latitud, i la segona és per la rotació terrestre: aquesta genera una acceleració centrífuga que agafa la seva potència màxima a l'equador i mínima als pols.
Els valors de la gravetat a l'equador i als pols són respectivament:
g (equador)= 9,7803 m/s² 
g (pols)= 9,8322 m/s²

### La gravetat en altres astres
El descobriment i l'aplicació de la llei de la gravetat de Newton va permetre tenir informació detallada sobre els planetes del sistema solar, la massa del Sol, la distància a les estrelles, els quàsars i fins i tot la teoria de la matèria fosca. Tot i que no hem viatjat a tots els planetes ni al Sol, coneixem les seves masses. Les calculem mitjançant l'aplicació de les lleis de la gravetat a les característiques que s'han mesurat de les òrbites. En l'espai, els objectes mantenen la seva òrbita gràcies a la força de la gravetat que actua sobre aquests. Els planetes orbiten les estrelles, les estrelles orbiten al voltant dels centres galàctics, les galàxies orbiten al voltant d'un centre de massa dels cúmuls i els cúmuls orbiten els supercúmuls. La força de gravetat exercida sobre un objecte per un altre és directament proporcional al producte de les masses d'aquests objectes i inversament proporcional al quadrat de la distància que hi ha entre aquests.

### Gravetat en el sistema solar
La llista següent ens mostra la intensitat de la gravetat superficial equatorial en diferents astres del sistema solar i la relació d'aquesta amb la gravetat de la Terra (1 g = 9,81 m/s²). Aquesta relació sorgeix de fer següent ràtio: gravetat astre / gravetat Terra = valor de g. El valor que ens sortirà ens indica quants cops és més gran (si és >1) o més petita (si és <1) la gravetat en aquell cos celeste en comparació a la de la Terra.
| Astre   | Valor de g | Gravetat superficial equatorial |
| Sol     | 27,95      | 274,13 m/s²                     |
| Mercuri | 0,377      | 3,7 m/s²                        |
| Venus   | 0,9        | 8,87 m/s²                       |
| Terra   | 1          | 9,81 m/s²                       |
| Lluna   | 0,17       | 1,62 m/s²                       |
| Mart    | 0,38       | 3,72 m/s²                       |
| Júpiter | 2,53       | 24,79 m/s²                      |
| Saturn  | 1,06       | 10,44 m/s²                      |
| Urà     | 0,89       | 8,69 m/s²                       |
| Neptú   | 1,14       | 11,15 m/s²                      |
| Plutó   | 0,06       | 0,62 m/s²                       |